# Ixora neocaledonica
Ixora neocaledonica är en måreväxtart som beskrevs av Bénédict Pierre Georges Hochreutiner. Ixora neocaledonica ingår i släktet Ixora och familjen måreväxter. Inga underarter finns listade i Catalogue of Life.